# Coulx
Coulx ist eine Gemeinde im Südwesten Frankreichs mit 254 Einwohnern (Stand: 1. Januar 2022) und liegt im Département Lot-et-Garonne in der Region Nouvelle-Aquitaine (bis 2016: Aquitanien).
Die Bewohner werden Coulxois genannt.

## Geographie
Die Gemeinde liegt zwischen Marmande und Villeneuve-sur-Lot und wird von den Orten Colombier, Coiffard, Barrique Neuve, Manadal, Tontet, Tifouné, Jongay, Carrou, Loustesse, Carrou Haut sowie Cassenotte aufgebaut. 
Umgeben wird Coulx von den folgenden Nachbargemeinden:
| Tourtrès           | Tombebœuf                                   |            |
| Verteuil-d'Agenais | Kompassrose, die auf Nachbargemeinden zeigt | Montastruc |
|                    | Brugnac                                     | Monclar    |

## Demographie
Die Bevölkerungsentwicklung in Coulx wird seit 1800 dokumentiert. Mit Ausnahme von 2006 wurden jährlich Statistiken durch die Insee veröffentlicht.
2015 zählte die Gemeinde 238 Einwohner, was ein Rückgang von 2,06 % gegenüber 2010 bedeutet. 
| Jahr      | 1800 | 1846 | 1876 | 1901 | 1946 | 1975 | 1999 | 2005 | 2018 |
| --------- | ---- | ---- | ---- | ---- | ---- | ---- | ---- | ---- | ---- |
| Einwohner | 742  | 758  | 680  | 531  | 444  | 302  | 248  | 231  | 240  |

## Persönlichkeiten
- Christian Matkowski, französischer Rugbymeister 1962 mit Agen gegen Béziers